# Commodore rapport
Commodore rapport, även Commodore rapport: Vic-20, Plus 4, C 64, C 128, PC-10, 20, 30, Amiga, var en datortidning som gavs ut av förlaget Dator press under 1986.